# Альмагер, Серхио
Серхио Альмагер Тревиньо (исп. Sergio Almaguer Treviño; 16 мая 1969, Монтеррей, Мексика) — мексиканский футболист и тренер. Играл в составе восьми мексиканских клубов и турецкого «Галатасарая», а также выступал за сборную Мексики.

## Карьера
Альмагер начал свою карьеру в 1987 году в клубе «Анхелес де Пуэбла», где провёл 27 игр и забил три гола. После полутора сезона с «Анхелесом» он перешёл в «Пуэблу», проведя с командой два сезона. После того, как в сезоне 1989/90 Альмагер перешёл в «Керетаро», он провёл 35 игр и забил 11 голов. Между 1991 и 1996 годами Альмагер играл в «Тигрес УАНЛ», он также играл за «Коррекаминос УАТ» в сезоне 1994/95. В сезоне 1996/97 переквалифицировался в защитника, проиграв нападающим первые девять лет своей карьеры. В свой первый сезон в защите Альмагер играл с «Пуэблой», провёл 35 матчей и забил всего два гола.
В 1997—2001 годах выступал за клуб «Некакса». Его пребывание в «Некаксе» было успешным, он был чемпионом в зимнем сезоне 1998 года и выиграл Кубок чемпионов КОНКАКАФ 1999. После четырёх лет игры с «Некаксой» он подписал контракт с клубом «Крус Асуль», где сыграл за два года в 37 играх. Он был отдан в аренду «Галатасараю» турецкой Суперлиги на один год, он участвовал только в семи матчах лиги, трёх матчах Лиги чемпионов УЕФА 2002/03 и не забил ни одного гола. После полсезона в Турции он вернулся в Мексику, подписал контракт с «Чьяпасом». 28 июня 2005 года Альмагер объявил о завершении карьеры.
Впоследствии стал тренером. 20 февраля 2008 года был назначен главным тренером «Чьяпаса». Возглавлял молодёжную сборную Мексики.

## Достижения
Как игрока
Командные
 «Пуэбла»
- Чемпион Мексики: 1989/90
- Обладатель Кубка Мексики по футболу: 1989/90
- Чемпион чемпионов: 1990

 «УАНЛ»
- Обладатель Кубка Мексики по футболу: 1995/96

 «Некакса»
- Чемпион Мексики: инвьерно 1998
- Обладатель Кубка чемпионов КОНКАКАФ: 1999

 сборная Мексики
- Бронзовый призёр Кубка Америки: 1999

Как тренера
Командные
 сборная Мексики до 20 лет
- Чемпион КОНКАКАФ до 20 лет: 2013, 2015